# Khamaria (Chhattisgarh)
Khamaria (o Khamhria) è una suddivisione dell'India, classificata come nagar panchayat, di 6.798 abitanti, situata nel distretto di Durg, nello stato federato del Chhattisgarh. In base al numero di abitanti la città rientra nella classe V (da 5.000 a 9.999 persone).

## Geografia fisica
La città è situata a 21° 48' 01 N e 81° 20' 37 E.

## Società

### Evoluzione demografica
Al censimento del 2001 la popolazione di Khamaria assommava a 6.798 persone, delle quali 3.449 maschi e 3.349 femmine. I bambini di età inferiore o uguale ai sei anni assommavano a 970, dei quali 502 maschi e 468 femmine. Infine, coloro che erano in grado di saper almeno leggere e scrivere erano 4.275, dei quali 2.486 maschi e 1.789 femmine.